# SBS 일일 드라마
SBS 일일 드라마는 SBS TV에서 1991년 12월 16일부터 2017년 6월 2일까지 방송했던 연속극 드라마 프로그램이었다.

## 개요
연속극 드라마 형식으로 방송했다.
《사랑은 방울방울》을 마지막으로 SBS 일일 드라마는 2017년 6월 2일 종영 이후 26년 만에 폐지됐다.

## 방송 시간
| 방송 채널 | 방송 기간                          | 방송 시간                        |
| --------- | ---------------------------------- | -------------------------------- |
| SBS TV    | 1991년 12월 16일 ~ 1992년 3월 20일 | 매주 평일 밤 8시 30분 ~ 8시 55분 |
| SBS TV    | 1995년 7월 10일 ~ 1997년 2월 28일  | 매주 평일 밤 8시 50분 ~ 9시 20분 |
| SBS TV    | 1997년 3월 3일 ~ 1997년 6월 27일   | 매주 평일 밤 8시 25분 ~ 9시      |
| SBS TV    | 1997년 6월 30일 ~ 1998년 2월 26일  | 매주 평일 밤 9시 ~ 9시 45분      |
| SBS TV    | 1998년 3월 2일 ~ 1999년 10월 15일  | 매주 평일 밤 8시 55분 ~ 9시 25분 |
| SBS TV    | 1999년 10월 18일 ~ 2003년 5월 16일 | 매주 평일 밤 8시 45분 ~ 9시 15분 |
| SBS TV    | 2003년 5월 19일 ~ 2004년 4월 29일  | 매주 평일 밤 9시 20분 ~ 9시 55분 |
| SBS TV    | 2004년 5월 3일 ~ 2004년 10월 8일   | 매주 평일 밤 8시 50분 ~ 9시 35분 |
| SBS TV    | 2007년 10월 9일 ~ 2008년 2월 22일  | 매주 평일 저녁 7시 20분 ~ 8시    |
| SBS TV    | 2009년 6월 1일 ~ 2017년 6월 2일    | 매주 평일 저녁 7시 20분 ~ 8시    |
| SBS TV    | 2008년 2월 25일 ~ 2009년 5월 29일  | 매주 평일 저녁 7시 15분 ~ 8시    |

## 프로그램 리스트
- 아래 드라마 프로그램들은 2003년 이전에 제작·방송했으며 부득이하게 일부 장면에서 흡연 장면·담배 소품이 노출될 수 있으며 시청자 여러분들의 양해를 바랍니다.
- 아래 드라마 프로그램들은 2002년 11월 이후 시청 가능 연령을 표시하는 드라마 프로그램 등급 제도를 의무적으로 시행하여 현재까지 이어지고 있습니다.
- 2017년 3월 1일부터 TV 프로그램 등급 표시 외에 주제, 폭력성, 선정성, 언어, 모방 위험 등 분류 사유 표시를 의무적으로 시행하고 있습니다.

### 1990년대
- 《유심초》 : 1991년 12월 16일 ~ 1992년 3월 20일 (전체 방송 기간 : 1991년 12월 16일 ~ 1992년 5월 14일) (일일 사극 드라마로 방송)
- 《사랑의 찬가》 : 1995년 7월 10일 ~ 1996년 2월 2일
- 《자전거를 타는 여자》 : 1996년 2월 5일 ~ 1996년 8월 30일
- 《엄마의 깃발》 : 1996년 9월 2일 ~ 1997년 2월 28일
- 《행복은 우리 가슴에》 : 1997년 3월 3일 ~ 1997년 6월 27일
- 《미아리 일번지》 : 1997년 6월 30일 ~ 1997년 10월 22일
- 《지평선 너머》 : 1997년 10월 27일 ~ 1998년 2월 26일
- 《서울 탱고》 : 1998년 3월 2일 ~ 1998년 8월 14일
- 《7인의 신부》 : 1998년 8월 17일 ~ 1998년 10월 16일
- 《미우나 고우나》 : 1998년 10월 19일 ~ 1999년 4월 9일
- 《약속》 : 1999년 4월 12일 ~ 1999년 9월 3일
- 《당신은 누구시길래》 : 1999년 9월 6일 ~ 2000년 9월 15일

### 2000년대
- 《자꾸만 보고싶네》 : 2000년 9월 18일 ~ 2001년 3월 30일
- 《소문난 여자》 : 2001년 4월 2일 ~ 2001년 10월 5일
- 《이 부부가 사는 법》 : 2001년 10월 8일 ~ 2002년 3월 29일
- 《오남매》 : 2002년 4월 1일 ~ 2002년 10월 18일
- 《해 뜨는 집》 : 2002년 10월 21일 ~ 2003년 5월 16일
- 《연인》 : 2003년 5월 19일 ~ 2003년 10월 21일
- 《흥부네 박터졌네》 : 2003년 10월 27일 ~ 2004년 4월 29일
- 《소풍가는 여자》 : 2004년 5월 3일 ~ 2004년 10월 8일
- 《그 여자가 무서워》 : 2007년 10월 8일 ~ 2008년 4월 18일
- 《애자 언니 민자》 : 2008년 4월 21일 ~ 2008년 10월 31일
- 《아내의 유혹》 : 2008년 11월 3일 ~ 2009년 5월 1일
- 《두 아내》 : 2009년 5월 4일 ~ 2009년 10월 30일
- 《아내가 돌아왔다》 : 2009년 11월 2일 ~ 2010년 4월 16일

### 2010년대
- 《세 자매》 : 2010년 4월 19일 ~ 2010년 10월 27일
- 《호박꽃 순정》 : 2010년 11월 15일 ~ 2011년 5월 13일
- 《당신이 잠든 사이》 : 2011년 5월 16일 ~ 2011년 11월 9일
- 《내 딸 꽃님이》 : 2011년 11월 14일 ~ 2012년 5월 18일
- 《그래도 당신》 : 2012년 5월 21일 ~ 2012년 12월 3일
- 《가족의 탄생》 : 2012년 12월 5일 ~ 2013년 5월 17일
- 《못난이 주의보》 : 2013년 5월 20일 ~ 2013년 11월 29일
- 《잘 키운 딸 하나》 : 2013년 12월 2일 ~ 2014년 5월 30일
- 《사랑만 할래》 : 2014년 6월 2일 ~ 2014년 12월 12일
- 《달려라 장미》 : 2014년 12월 15일 ~ 2015년 6월 5일
- 《돌아온 황금복》 : 2015년 6월 8일 ~ 2015년 12월 11일
- 《마녀의 성》 : 2015년 12월 14일 ~ 2016년 6월 10일
- 《당신은 선물》 : 2016년 6월 13일 ~ 2016년 11월 24일
- 《사랑은 방울방울》 : 2016년 11월 28일 ~ 2017년 6월 2일 (해당 프로그램을 마지막으로 SBS 일일 드라마 폐지)

## 경쟁 프로그램
- KBS 1TV 일일 드라마
- KBS 2TV 일일 드라마
- MBC 일일 드라마
- JTBC 일일 드라마